# Ахаммад, Алауддин
Алауддин Ахаммад (бенг. আলাউদ্দিন আহম্মদ, (1947/1948 – 13 декабря 2022)) — политик левоцентристской политической партии Авами лиг в Бангладеш и депутат Национальной ассамблеи Бангладеш, представляющий избирательный округ Кишорегандж-1. Он был проректором Джахангирнагарского университета.

## Карьера
Ахаммад был ветераном Войны за независимость Бангладеш.
В 1998 году Ахаммад подал в отставку после того, как изнасилование в кампусе привело к массовым протестам студентов и преподавателей.
Ахаммад был избран в парламент от округа Кишорегандж-1 в качестве кандидата от партии Авами лиг на дополнительных выборах 1999 года и 2001 года.
В 2013 году Ахаммад работал советником премьер-министра Шейх Хасины по вопросам образования и политическим вопросам.